# Антирасизм

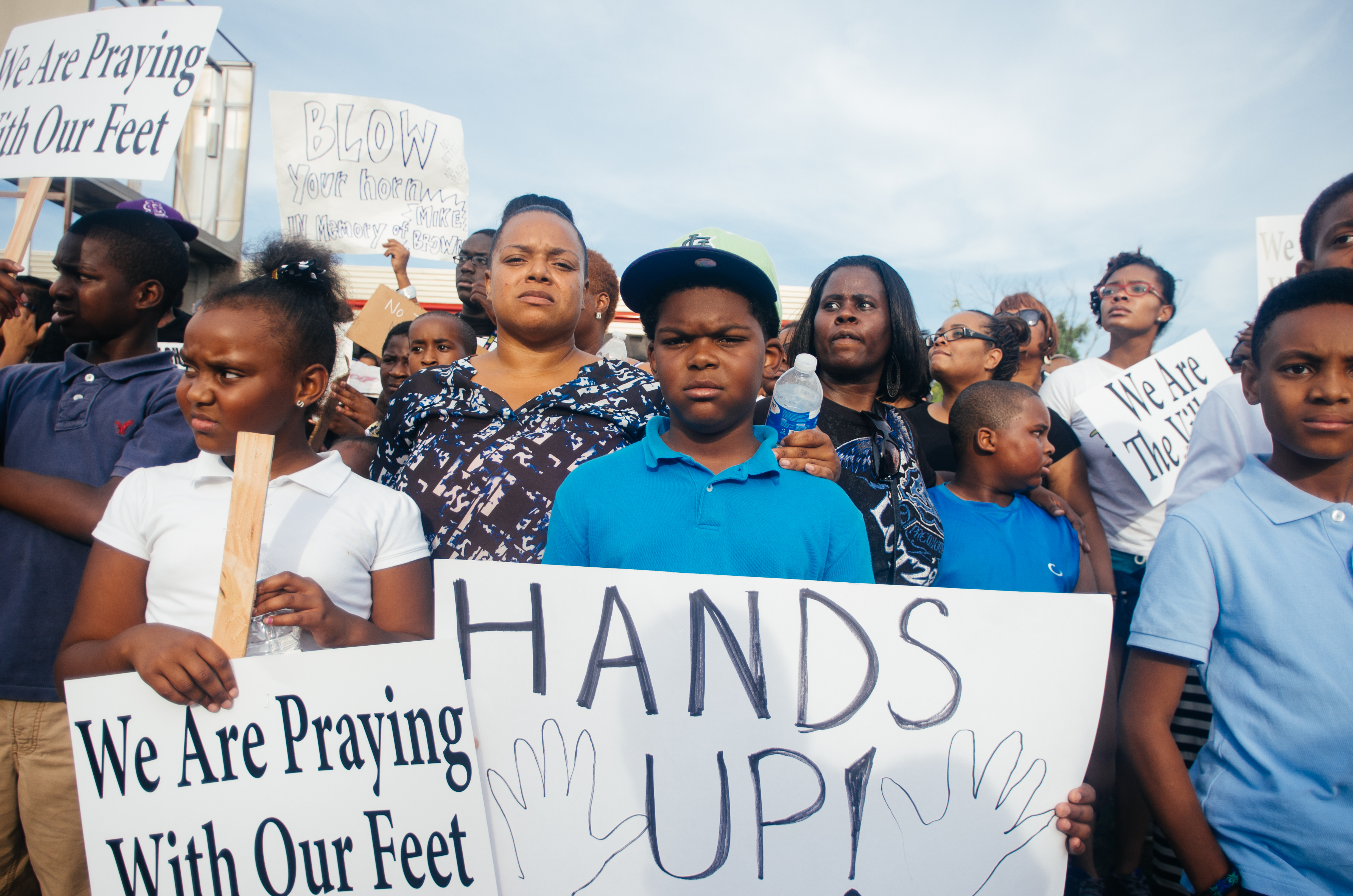
Учасники акцію протесту Black Lives Matter 2020 року

Антираси́зм — переконання, дії, соціальні рухи, державне управління, що направлені на протидію расизму, ксенофобії, антисемітизму, апартеїду й етнічній дискримінації. Антирасизм направлений на досягнення свободи і рівноправності всіх людей незалежно від їхньої раси та національності, він пропагує ідею того, що расизм має негативний вплив на суспільство та може бути подоланий за певних змін у економічному, політичному та соціальному житті[джерело?][ненейтрально].

## Історія поняття
Опір расизму існує вже давно, наприклад рух проти рабовласників, захист етнічних меншин від вигнання та депортації і рух, що протистоїть антисемітизму.
Саме поняття «антирасизм» з'явилося після звільнення Європи від фашизму, а саме в есе Жана-Поля Сартра «Чорний Орфей» (1948), присвяченому видатному африканському поетові, філософу, першому президенту Леопольду Седару Сенгору, головному теоретику філософсько-художньої течії «негритюд»[джерело?].

## Науковий антирасизм
Фрідріх Тідеман був одним із перших, хто здійснив наукове оспорювання расизму. У 1836 році він, опираючись на краніометрію та заміри мозку, зроблені ним у європейців та африканців, спростував типові стереотипи європейців про те, що представники негроїдної раси мають менший мозок і тому інтелектуально є обмеженими.[джерело?]
На початку XX століття роботи таких антропологів та соціологів як Франц Боас, Марсель Мосс, Броніслав Малиновський, П'єр Кластр та Клод Леві-Строс, призвели до занепаду расизму в гуманітарних науках та встановлення культурного релятивізму як домінантної парадигми.[джерело?]